# همه‌پرسی مناقشه ارضی گواتمالا (۲۰۱۸)
همه‌پرسی مناقشه ارضی میان گواتمالا و بلیز در روز یکشنبه ۱۵ آوریل ۲۰۱۸ در گواتمالا برگزار خواهد شد. از رأی‌دهندگان پرسیده خواهد شد که آیا با تسلیم مناقشه به دیوان بین‌المللی دادگستری موافق هستند یا خیر. این توافقی بوده که در دسامبر ۲۰۰۸ میان این دو کشور صورت گرفته است.

زمین‌های خارج از مناقشه
زمین‌های مورد مناقشه